# Главервил (Јужна Каролина)
Гловервил (енгл. Gloverville) насељено је место без административног статуса у америчкој савезној држави Јужна Каролина.

## Демографија
По попису из 2010. године број становника је 2.831, што је 26 (0,9%) становника више него 2000. године.
| Група             | 2000.         | 2010.         |
| Белци             | 2.397 (85,5%) | 2.265 (80,0%) |
| Афроамериканци    | 306 (10,9%)   | 382 (13,5%)   |
| Азијати           | 3 (0,1%)      | 6 (0,2%)      |
| Хиспаноамериканци | 34 (1,2%)     | 89 (3,1%)     |
| Укупно            | 2.805         | 2.831         |